# 豊田耕作
豊田 耕作（とよた こうさく、1923年（大正12年）1月4日 - 2012年（平成24年）2月13日） は、日本の教育者、金属工学者（冶金学者）。千葉工業大学元理事長・千葉工業大学元会長。

## 来歴
- 1923年、広島県で生まれ
- 1933年、父親の仕事の都合から東京に転居
- 1937年、旧制芝中学校（現芝中学校・高等学校）入学
- 1942年、興亜工業大学（現・千葉工業大学）工学部冶金学科予科に入学
- 1946年、戦災により、東北帝国大学預かりとなり、同大で卒業論文を作成
- 1947年、千葉工業大学第一期生として卒業
  - 日本冶金工業株式会社に入社[2]
- 1949年、日精株式会社に移籍
- 1959年、千葉工業大学常務理事に就任
- 1969年、日精株式会社を退社し常務理事職に専念
- 1986年、千葉工業大学理事長に就任
- 2012年、千葉工業大学会長に就任[3][4]